# Łozy (województwo lubuskie)
Łozy – wieś w Polsce położona w województwie lubuskim, w powiecie żagańskim, w gminie Żagań. Leży w Borach Dolnośląskich nad rzeką Kwisa. 
W latach 1975–1998 miejscowość administracyjnie należała do województwa zielonogórskiego.